# Bombylius shah
Bombylius shah är en tvåvingeart som beskrevs av Paramonov 1940. Bombylius shah ingår i släktet Bombylius och familjen svävflugor. Inga underarter finns listade i Catalogue of Life.